# Бейкер, Эллен
Эллен Луиза Шулман Бейкер (англ. Ellen Luisa Shulman Baker; род. 27 апреля 1953, Фейетвилл, Северная Каролина) — американская женщина-астронавт и врач. Совершила три космических полёта (1989, 1992, 1995).

## Биография
Родилась в семье врачей в городе Фейетвилл в штате Северная Каролина. Её мать — медик и политик Claire K. Shulman, 1-я в истории Нью-Йорка женщина-президент-мэр его крупнейшего района Куинса в 1986—2002 годах.
- Университет штата Нью-Йорк в Буффало, степень бакалавра по геологии (1974)
- Корнеллский университет, степень доктора по медицине (1978)
- University of Texas School of Public Health, степень магистра по здравоохранению (1994)

## Карьера
В НАСА
С 1981 года, кандидат в астронавты с 1985 года. В настоящее время Chief of the Astronaut Office Education/Medical Branch.
В кинематографе
2005 — Далёкая синяя высь / The Wild Blue Yonder — камео

## Космические полёты
- Эллен Бейкер стала 220-м человеком в космосе, 131-м астронавтом США и 11-й женщиной, совершившей орбитальный космический полёт.
- 18 октября 1989 : Атлантис STS-34
- 25 июня 1992 : Колумбия STS-50
- 27 июня 1995 : Атлантис STS-71

## Личная жизнь
Увлечения: плавание, катание на лыжах, бег, софтбол, фильмы, музыка и чтение.
Радиолюбитель с позывным KB5SIX.